# 流星の絆
『流星の絆』（りゅうせいのきずな）は、東野圭吾の推理小説。『週刊現代』に2006年9月16日号から2007年9月15日号まで連載され、2008年3月5日に講談社より単行本が刊行された。2011年4月15日には講談社文庫版が発売された。
2008年10月期にTBS系でテレビドラマ化された。

## 概要
幼少時、両親を惨殺されるという過酷な運命を背負った三兄妹が詐欺を働きながら、時効が迫る14年後に真犯人を追い詰める復讐劇である。犯人の推理を軸に、復讐、コンゲーム、禁じられた恋などの要素が描かれた作品で、東野本人は、本作品の制作を苦痛に感ぜず、特にラストは自分ではなく登場人物が書かせた、と各種インタビューで語っている。
2008年、第43回書店新風賞受賞。

## 発行部数
刊行当時に発行部数が作者最速のペースで25万部を超えたと報じられ、後にテレビドラマ化の影響でロングセラーとなり、オリコンチャートの推計では売り上げ部数約48万部、総合部門11位、文芸部門で2位となる。2009年現在の発行部数は約65万部である。
2009年1月20日、「2009年本屋大賞」の10作品に、東野作品としては『容疑者Xの献身』以来2作品目としてノミネートされて第9位となる。

## あらすじ
神奈川県横須賀市にある洋食店「アリアケ」を営む有明家の三兄妹、功一、泰輔、静奈は、夜中に家を抜け出して流星群を観に出掛けている間に、両親が何者かにより刃物で惨殺される。三兄妹は身寄りがなく養護施設で幼少期を過ごした後、相次いで詐欺などに遭い、強く生きるため、いつしか彼ら自身も裕福な男性を詐欺で騙すようになっていく。
事件から14年が経過し、時効を迎えようとしていた頃、洋食チェーン御曹司の戸神行成をターゲットにした3人は、彼の父親である政行が、両親が惨殺された時間に家から出てきた人物に似ていることに気づく。店の名物であるハヤシライスの味から、3人は政行が両親を殺害し、レシピを盗んだ犯人だと確信する。行成に接近して政行を陥れるための罠を張り、作戦は順調に進むが、静奈が行成に恋心を寄せてしまう。

## 登場人物

### 有明・矢崎家
有明功一 （ありあけ こういち）
三兄妹の長男。両親の遺体の第一発見者であり、事件当時中学一年生だった。
施設を出所後、勤務していたデザイン設計会社が突如倒産し、社長が自殺。その補償を背負った経験から人を信じられなくなり、詐欺を生業とするようになる。
泰輔と静奈を実行役に据え、自らは綿密なリサーチと巧妙なシナリオでターゲットを追い詰める。過酷な運命を辿ったが故に弟妹との絆は深く、二人を守ろうとしている。
幼少期に父親から秘伝のハヤシライスの調理方法を教わる。そのレシピが書かれたノートを親の形見として大切にしており、現在でも泰輔と静奈に時折振る舞う。
有明泰輔（ありあけ たいすけ）
三兄妹の次男。事件当時小学6年生。
事件のショックで一時失語状態に陥るが、後に事件当夜に犯人らしき人物の顔を目撃していたことが判明する。
詐欺グループでは実行犯を担当し、宝石商、銀行員、ホストなど様々な職業人に扮する。功一曰く、「擬態の天才」。
静奈と過ごす時間が長く、妹の変化にいち早く気づく。功一を信頼しているが、相手の心理を慎重に読む策略を理解できないことがある。
矢崎静奈（やざき しずな） / 有明静奈（ありあけ しずな）
事件当時小学1年生。功一と泰輔の妹だが、血縁はなく、戸籍上の父親も存在しない非嫡出子。学校では兄と同じ有明姓を名乗る。愛称は「シー」。
兄も羨むほどの美貌を武器に男性に近づき、心を掴むことに長けている。
資格商法詐欺に遭ったことをきっかけに詐欺に手を染めるが、戸神行成との出会いを経て、別人として振る舞うことに後ろめたさを感じるようになる。
有明幸博（ありあけ ゆきひろ）
事件の被害者。「アリアケ」の経営者で、功一と泰輔の実父。先妻は病死している。
洋食、特にハヤシライスの味に強いこだわりを持つ一方、ギャンブルに溺れ多額の借金を抱えていた。店を臨時休業し、功一にハヤシライスの作り方を教える。
矢崎（有明）塔子（やざき とうこ）
事件の被害者で、静奈の実母。水商売をしていた時期に静奈を出産する。
静奈の父親から養育費を受け取る条件として、幸博の了解の下、未入籍のままだった。事件前日、滅多に利用しない図書館へ足を運んでいた。

### 戸神家
戸神行成（とがみ ゆきなり）
大手洋食チェーン「とがみ亭」の専務。三兄妹にとってAランク（上限の見込めない）のターゲットとなる。
仕事一筋で恋愛には興味がなかったが、「高峰佐緒里」こと静奈との出会いをきっかけに心境が変化する。幼少期の趣味は天体観測。
戸神政行（とがみ まさゆき）
「とがみ亭」の経営者で、行成の父。ハヤシライスを看板メニューとし、14年前から急速に業績を伸ばす。
親しい人物からは苦労人として知られるが、事件当夜に有明家から出てきたことが明らかになり、三兄妹から特Aランク（金銭目的ではなく、警察に逮捕させるように仕向けられる）のターゲットとして狙われることになる。
戸神貴美子（とがみ きみこ）
行成の母。息子への関心が高く、新店舗の立ち上げと「高峰佐緒里」との恋の行方に気が気でない。

### 神奈川県警
萩村信二（はぎむら しんじ）
事件を担当する若手刑事。妻子持ち。
事件当時は横須賀署に所属していたが、後に神奈川県警捜査一課へ異動する。事件前に「アリアケ」で食事をしたことがあり、事件解決に強い執念を見せる。
柏原康孝（かしわばら やすたか）
ベテラン刑事。事件捜査の中で功一に親身に接する。
萩村によると、息子を難病で亡くして以来、性格が穏やかになったという。

## 書籍情報
- 単行本：2008年3月5日発売[1]、講談社、ISBN 978-4-06-214590-9
- 文庫本：2011年4月15日発売[2]、講談社文庫、ISBN 978-4-06-276920-4

## テレビドラマ
2008年10月17日から12月19日までTBS系「金曜ドラマ」枠で放送された。主演は二宮和也。

### 登場人物

#### 主要人物
有明功一〈26〉
演 - 二宮和也（幼少時代：斎藤隆成）
三兄妹の長男で、調理師の道をあきらめて現在は吉祥寺のカレー店「ジョージクルーニー」に住み込みで働いている。詐欺グループ「アリアケ3」のリーダーであり、脚本と演出を担当しているが、勝手にグッズまで作り2人に怒られる。
女性関係には疎く、泰輔が昔「C.C.ガールズで誰が好きか」と尋ねた際、あまりのしつこさに彼を殴ったことがある。
有明泰輔〈25〉
演 - 錦戸亮（幼少時代：嘉数一星)
三兄妹の次男で、DVD&グッズ販売店「トミーリージョージ」でアルバイトとして働いている。「アリアケ3」の実行役。
今ドキの若者で口も悪く、あまり頭も良くない。静奈が本当の妹ではないことを功一が告げてから、彼女を女性として意識してしまった。柏原と仲良くなってからは共に飲みに行く仲になった。
有明静奈〈21〉
演 - 戸田恵梨香（幼少時代：熊田聖亜）
三兄妹の末っ子で、「アリアケ3」の実行役。
母の連れ子で兄とは血の繋がりがないことは知らなかったが、兄に事実を告げられた際最初に「アリアケ」に連れて来られた日のおぼろげな記憶を思い出す。三兄妹の両親が殺された時、獅子座流星群を兄たちが観に行く時に起きてしまい、彼らが仕方なく一緒に連れて行ったおかげで助かった。
働いていた時はおとなしく地味だった。しかし、会社を辞めてすぐにキャンギャルのアルバイトをしたところ、兄たちに咎められて断念した。なかなかの美人であるため、「アリアケ3」では美人局のような役も行ったことがある。

#### 戸神家
戸神行成〈30〉
演 - 要潤
洋食チェーン店「とがみ亭」の御曹司で、東京中のハヤシライスを食べ歩いて「ジョージクルーニー」を訪れた際に功一と面識を持つ。
ハヤシライスを知ってからも意味なく「ジョージクルーニー」を訪ねてくる。いつもリュックを背負っている。一人っ子。今まで女性経験がないらしい。携帯電話を出す時に「でぃや!」と奇妙な掛け声を上げる。子供のころからお金持ちというわけではなかったが、両親からは深い愛情を注がれて育った。真面目で優しいが変わり者の青年。「サオリ」に化けた静奈を心から愛している。小さい時は父と天体観測するのを毎日楽しみにしており、天体観測ノートを作っていたことが、殺人事件当夜に父のアリバイがないことの証明となる。
戸神政行〈60〉
演 - 柄本明
「とがみ亭」経営者で、行成の父。成功する前は地域密着型の洋食店で人も雇えず自ら出前を行っていた。
3人の父に料理をバカにされ、文句を言うために店に食べに行くとあまりの美味しさに土下座して弟子入りを頼んだが、断られてしまった。結果的に容疑者の1人に挙げられた。
戸神貴美子
演 - 森下愛子
政行の妻。おっとりしている。
やたら梨を食べることを息子に勧めてくる。家族を愛し、一人息子を周りの女から守るのに必死。しかし静奈は受け入れ、自宅に「サオリ」として訪れた静奈に香水をプレゼントする。

#### 矢崎家
矢崎信郎
演 - 国広富之
静奈の実父で、妻の目を気にして静奈を認知していない。
矢崎秀子
演 - 麻生祐未
信郎の妻で、夫が殺人事件の犯人ではないかと14年間疑っている。

#### 警察官
萩村信二
演 - 設楽統（バナナマン）
三兄妹の両親が殺害された事件を担当する若手刑事で、15年前、三兄妹に「絶対犯人捕まえる」と約束した。
三兄妹を何かと気にかけており、酔うとオカマキャラになる。
時効直前に神奈川県警捜査一課に転属となる。
係長
演 - 金田明夫
神奈川県警へ転属した萩村の上司。
柏原康孝〈55〉
演 - 三浦友和
三兄妹の両親が殺害された事件を担当するベテラン刑事。事件の際に真っ先に現場に到着した。
昔、アリアケのハヤシライスを食べ、萩村におごったことがある。妻と別れた後、2008年8月に長年心臓の病を患った息子を亡くし、直後に功一の勤め先の店に現れ久々に再会する。チョコレートを隠し味に入れたカレーが好物。

#### 事件の被害者
有明塔子
演 - りょう
静奈の実母で、功一と泰輔の継母。何者かに殺害された。
有明幸博
演 - 寺島進
功一と泰輔の実父、静奈の継父で、洋食屋「アリアケ」店主。料理の腕は良いがギャンブルにのめり込み借金を作る。何者かに殺害された。

#### その他
林譲二〈42〉
演 - 尾美としのり
カレー店「ジョージクルーニー」店主で、かつて児童養護施設「聖ジョージ学園」園長であった当時から、有明三兄妹を見守っている「アリアケ3」の親代わり。2008年8月、功一らが最初の詐欺を働く前の時点で泰輔に185,206円貸していた。
カレー店のほか、DVD&グッズ販売店「トミーリージョージ」、キャバクラ「ジョージミーツガール」も手がけている。キャバクラが大好きで、酔っ払うと寝てしまう。愛妻家であり、妻が仮に不倫しても許すが、冷凍食品を出されたら怒るなど沸点がズレている。メニューにハヤシライスはあるが、「林ライス」であり、ただの納豆ご飯に目玉焼きを乗せたものである。
高山久伸
演 - 桐谷健太
静奈に嫌がらせをした上司で、悪口を書いた紙を静奈の顔に貼り付けることから「ポストイット」のあだ名をつけられている。かなりナルシストでプライドが高い。
静奈が会社にいた時はいじめてはいたが、好意を持っていた。トレーニングジムでバーベルのウェイトを誤って落とし右足を骨折し入院した際、静奈演じる看護師の南田志穂に一目惚れし交際している。志穂が申し込もうとしたドル建て債権200万円のうち、150万円を払う。
最終回エピローグにも登場。思い切って静奈に電話するが、すでに電話番号を変えていたため繋がらなかった。
西郷一矢
演 - 杉浦太陽
歌舞伎町のホストクラブ「愛ニード優」のナンバー2。
少女漫画が好きで特に「永遠少女栞」を愛読している。 甘ロリファッションで兎の名前を「ふりかけ」にしている静奈（栞）に恋をする。栞がカナダに行くことになり、30万円を栞に振り込んだ。
サギ
演 - 中島美嘉（特別出演）
謎の女で、偽ダイヤや盗難車を手配するなど「アリアケ3」に協力する。
功一のことを「アクセル」、泰輔のことを「濡れ煎餅」と呼んでいる。泰輔からは「眉なし」と呼ばれている。功一と使用した合言葉は「空耳アワー」のタモリのセリフ。第4話では先週誕生日だったことが判明した。どんなにハイリスクで明らかに大金が掛かる依頼でも、功一からの報酬は1000円。しかし「こんなにもらっていいのかい？」と大喜びしている。職業は不明だが、大金を持っている。事件後は新しく建てた「洋食 アリアケ」で働いている。
沢井武雄
演 - デビット伊東
中学校の理科担当教諭で、ちえみが妊娠した子を認知しない。
静奈を元生徒でテニス部の後輩と勘違いし、一緒にテニスをしている際に全てを話し、静奈から30万円を借りた。さらに外交員をしていると偽った静奈に勢いで50万円を支払った。
ちえみ
演 - 徳永えり（幼少時代：稲垣鈴夏）
三兄妹が施設で知り合った女子で、母子家庭で母の体調が悪い間だけ施設にいた。
中学2年の時に母と暮らせるようになり施設を出た。譲二の経営するキャバクラで働いており、泰輔と再会した。キャバクラでは金髪のカツラを被っており、普段は短い黒髪。沢井との不倫関係の末に妊娠してしまった。母子家庭の辛さを知っていたため、子供を産まない決意をしている。
月村勝男
演 - 村杉蝉之介
「とがみ亭」マネージャーで、行成を「若」と呼んでいる。
桂木美和
演 - 池津祥子
エステティックアドバイザーを名乗る。静奈に資格詐欺を仕掛けた女性で、「愛ニード優」の常連であり騙し取った金で一矢に貢いでいる。
寺西
演 - 半海一晃
桜木町にある喫茶店「ニューフロンテ」店主で、表向きは喫茶店だが、裏では20年以上ノミ屋を営んでいる。
幸博とはマージャン仲間だった。
泰輔の幼少時代の担任
演 - ムロツヨシ
泰輔が書いた作文を幸博に読ませようと洋食屋「アリアケ」を訪れた。

### スタッフ
- 脚本 - 宮藤官九郎
- 音楽 - 河野伸
- 主題歌 - 嵐「Beautiful days」（ジェイ・ストーム）
- 挿入歌 - 中島美嘉「ORION」（ソニー・ミュージックアソシエイテッドレコーズ）
- プロデューサー - 那須田淳、磯山晶
- 演出 - 金子文紀、石井康晴
- 制作 - TBSテレビ
- 製作著作 - TBS

### 放送日程
| 各話                                                       | 放送日   | サブタイトル                                    | 演出     | 視聴率 |
| ---------------------------------------------------------- | -------- | ----------------------------------------------- | -------- | ------ |
| 第1話                                                      | 10月17日 | 東野圭吾×宮藤官九郎! 涙のNo.1ミステリー感動大作 | 金子文紀 | 21.2%  |
| 第2話                                                      | 10月24日 | 傘と似顔絵と謎の女                              | 金子文紀 | 17.3%  |
| 第3話                                                      | 10月31日 | 親の秘密とハヤシの王子様                        | 石井康晴 | 15.0%  |
| 第4話                                                      | 11月07日 | 真犯人と繋がった記憶                            | 石井康晴 | 15.6%  |
| 第5話                                                      | 11月14日 | 仇の息子と盗まれた味                            | 金子文紀 | 15.1%  |
| 第6話                                                      | 11月21日 | 本当の兄妹じゃない                              | 金子文紀 | 14.8%  |
| 第7話                                                      | 11月28日 | 妹は仇の息子に惚れてるよ                        | 石井康晴 | 14.5%  |
| 第8話                                                      | 12月05日 | 妹の正体と追いつめられた真犯人                  | 石井康晴 | 11.5%  |
| 第9話                                                      | 12月12日 | 時効当日最後の告白                              | 金子文紀 | 15.4%  |
| 最終回                                                     | 12月19日 | 犯人はお前だ! 3兄妹の運命は…涙と感動の最終回!   | 金子文紀 | 22.6%  |
| 平均視聴率 16.6%（視聴率は関東地区・ビデオリサーチ社調べ） |          |                                                 |          |        |

- 初回および最終回は、22時 - 23時9分の15分拡大放送。
- 系列局のない秋田県では2009年12月5日から秋田放送で土曜16時 - 16時55分および12月30日・31日朝に放送された。
- 日本国外の放送
  - 台湾で日本のドラマを放送している緯來日本台が、2009年8月3日 - 14日の2週間、月曜から金曜の毎日放送した。
  - アメリカ合衆国、カナダ、プエルトリコを放送地域とするNHK国際放送テレビジャパンが、2009年10月10日 - 12月12日の間、毎週土曜（現地時間）放送した。

### ドラマINドラマ
3兄妹がターゲットをだますエピソードがドラマ仕立てで登場する。主に功一が脚本と演出を担当し、ターゲットが主演、静奈が相手役、泰輔が知人役という設定。タイトルは何かしらのパロディーとなっており、ウェブサイトも設置されている。以下にタイトルと元ネタを列記する。
- タイトル - 元ネタ

1. 「カナダからの手紙」 - カナダからの手紙
2. 「妄想係長 高山久伸」 - 特命係長 只野仁
3. 「ダイヤと嘘とやさしいレストラン」 - ワンダとダイヤと優しい奴ら
4. 「さわやかオン・ザ・ラン」 - ボーイズ・オン・ザ・ラン
5. 「妄想係長 高山久伸は二度死ぬ」 - 007は二度死ぬ
6. 「黒革のハンドバッグ」 - 黒革の手帖
7. 「おはぎさん」 - おみやさん
8. 「横須賀ラブストーリー」 - 東京ラブストーリー
9. 「刑事遺族」 - 刑事貴族
10. 「幸福の黄色いポストイット」 - 幸福の黄色いハンカチ

### その他
- 連続テレビドラマでは自身の連ドラデビュー作である『池袋ウエストゲートパーク』以来8年ぶりに原作ものを執筆する宮藤官九郎と磯山晶プロデューサーは、『吾輩は主婦である』以来約2年ぶりのコンビで、書籍刊行から7か月後にドラマ化された。
- 金曜ドラマ枠では1999年『美しい人』以来9年振り[6]に、初回視聴率が20%を上回り、最終回は番組最高視聴率となり、2008年10月期、および2008年度TBSドラマに於いて1位である。
- 第59回ザテレビジョンドラマアカデミー賞で、作品賞、主演男優賞（二宮）、助演女優賞（戸田）、脚本賞（宮藤）、監督賞（金子・石井両名）、主題歌賞（Beautiful days）、を受賞する[7][8]。
- 第46回ギャラクシーマイベストTV賞グランプリを受賞。
- 東京ドラマアウォード2009で、戸田恵梨香が助演女優賞を受賞[9]。
- 二宮和也は、今作品で、2008年度第46回ギャラクシー賞の「個人賞」を受賞し、第49回モンテカルロ・テレビジョン・フェスティバル男優賞候補にノミネートされる。
- 二宮和也は同枠3回目の主演で、嵐のメンバーは前作『魔王』に続き2期連続で主演し、主題歌を担当する。錦戸亮と戸田恵梨香はTBS連続ドラマに初めてレギュラー出演する。
- 中島美嘉は第2話から、『私立探偵 濱マイク』（読売テレビ制作・日本テレビ系）以来6年振りに連続ドラマに出演し、挿入歌も担当する。
- 第1話中の自転車3人乗りのシーンについて、「番組中に自転車を三人乗りするシーンがありますが、法律では自転車の二人乗りは例外を除き禁止されています。」と番組終了後にテロップで注意喚起される。
- 第9話放送終了後、関東限定でカレー屋「ジョージ・クルーニー」セット前から、三兄妹とジョージによる2分間の最終回予告が生放送された。
- ハウス食品初のテレビ番組コラボレーション企画商品として、洋食店「アリアケ」をイメージしたレトルト食品の「流星の絆 特製ビーフカレー」と「流星の絆 特製ハヤシライス」が2008年10月中旬から12月まで期間限定販売された[10]。
- 後年放送のテレビドラマ『ウロボロス〜この愛こそ、正義。』や『竜の道 二つの顔の復讐者』は、本作品との類似性が一部で指摘されている[11]。
- 二宮の主演映画『ラーゲリより愛を込めて』公開を記念して、本作品が初配信される（期間限定）。Paraviでは2022年11月22日から2023年2月19日まで（各話の配信開始日はTVer等と同じ）、TVer・TBS FREE・GYAO!・Yahoo!では2022年11月22日から2023年1月7日まで各話を段階的に配信[12]。

| TBS 金曜ドラマ                  | TBS 金曜ドラマ                         | TBS 金曜ドラマ                             |
| 前番組                          | 番組名                                 | 次番組                                     |
| ------------------------------- | -------------------------------------- | ------------------------------------------ |
| 魔王 （2008年7月4日 - 9月12日） | 流星の絆 （2008年10月17日 - 12月19日） | ラブシャッフル （2009年1月16日 - 3月20日） |